# Faro del Cabo Malabata
El faro del Cabo Malabata es un faro situado en el Punta Malabata, al noreste de la ciudad de Tanger, en la región de Tánger-Tetuán-Alhucemas, Marruecos. Está gestionado por la autoridad portuaria y marítima del Ministère de l'équipement, du transport, de la logistique et de l'eau.